# 축치해

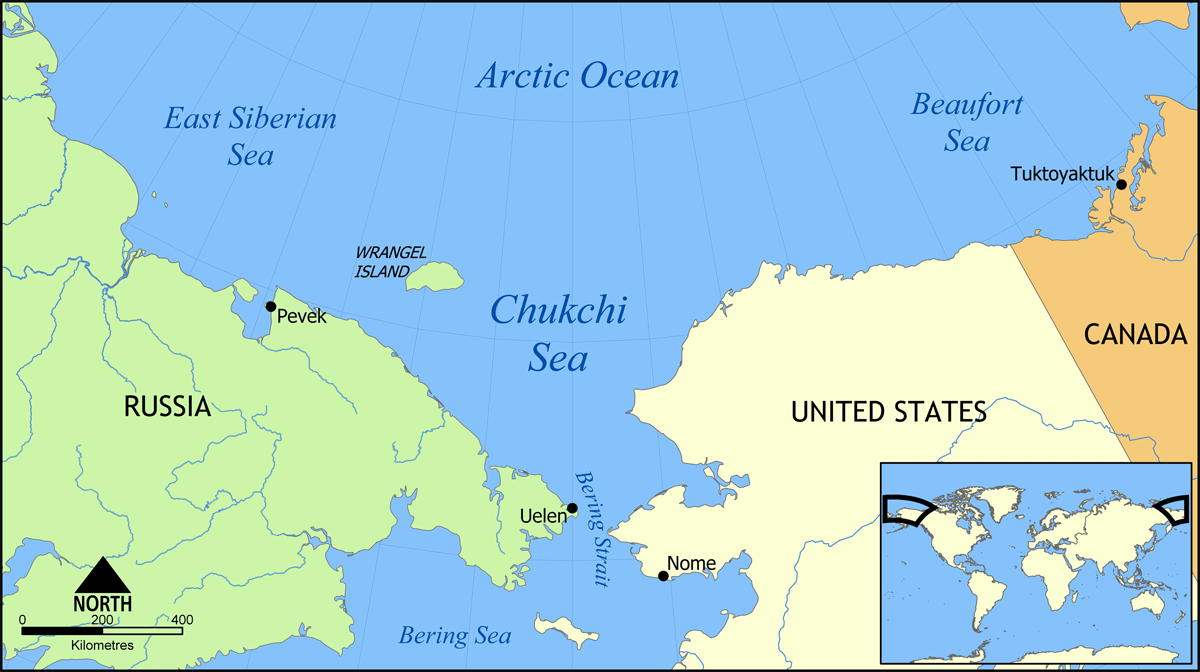
축치 해 지도

축치해(러시아어: Чуко́тское мо́ре, Chukchi Sea)는 러시아(축치 자치구)와 미국(알래스카주) 사이에 위치한 바다이다. 베링 해협을 연결하고 베링해로 통하는 관문이다. 축치 해는 서쪽으로는 브란겔섬과 인접해 있고 동쪽으로는 보퍼트해에 접해 있다. 축치 해의 항구는 우엘렌이다.